# Shaquille O'Neal Presents His Superfriends, Vol. 1
Shaquille O'Neal Presents His Superfriends, Vol. 1 es un álbum que no llegó a editarse y que hubiese sido el quinto como solista de la superestrella de la NBA Shaquille O'Neal. Los productores del álbum incluían a: Denaun Porter, Big Tank, L. T. Hutton, Rick Rock y Dr. Dre. La fecha de publicación original sería el 11 de septiembre de 2001, pero se aplazó hasta el 9 de octubre. Después de mucha demora, se abandonó y nunca se publicó, a pesar de conseguir muchas buenas calificaciones.
O'Neal ha publicado cuatro álbumes hasta la fecha: el certificado doble platino Shaq Diesel (1993), el certificado disco platino Shaq-Fu: Da Return (1994), Can't Stop The Reign (1996), y Respect (1998). También publicó un álbum de «Lo Mejor» que se estrenó en 1996.
Originalmente empezó con el proyecto «Superamigos» diciendo a The Source Magazine que el álbum iba a ser «revolucionario» y que quería «reunir todos los géneros». En 2000, dijo al New York Times que estaba negociando con Pink, Limp Bizkit, Dr. Dre y George Clinton. Aunque no suscribió todos los intérpretes que había esperado, consiguió un elenco notable de «Superamigos».
"When I decided to record this album I wanted to make it a collaboration of various styles of rap and voices of thought. I wanted to include talented artists both mainstream and underground. I wanted to celebrate the essence and energy of rap that is created by people from different walks of life. I like the mainstream MCs with their jiggy style and the underground MCs who speak conscious rap."
— Shaquille O'Neal
Nate Dogg, R.L. de Next, Peter Gunz, KoRn, Thor-El, Dr. Dre, Shawn Stockman de Boyz II Men, Lord Tariq, 112, Jayo Felony, WC de Westside Connection, Trina, Ludacris, Joi de Lucy Pearl, Mos Def, Nicole Scherzinger, Common, Black Thought de The Roots, 311, Black Rob, Twista, George Clinton, Talib Kweli, Memphis Bleek, Snoop Dogg y Angie Stone estaban programados para aparecer en el álbum.
En un esfuerzo decidimente maduro, Shaquille O'Neal Presents His Superfriends, Vol. 1 se suponía que sería publicado en una edición «limpia» sin profanidades ni vulgaridades.
Fireworks Distribution publicó en sencillos la única música disponible del álbum. Se dieron la mayoría de los sencillos solo a los miembros del «Equipo Shaq», un grupo público de Estados Unidos, que se ofreció para promover y distribuir el material. Publicáronse tanto en grabaciones de vinilo de 12 pulgadas como en discos compactos.

## Lista de pistas
| #  | Title                           | Producer(s) | Featured guest(s)                                     |
| -- | ------------------------------- | ----------- | ----------------------------------------------------- |
| 1  | «That's Me»                     |             |                                                       |
| 2  | «Connected»                     | Big Tank    | Nate Dogg, WC de Westside Connection                  |
| 3  | «Bounce»                        |             | Jayo Felony, Peter Gunz                               |
| 4  | «Make It Hot»                   |             |                                                       |
| 5  | «Strawberry Letter»             |             | Shawn Stockman de Boyz II Men                         |
| 6  | «I Don't Care»                  |             | R.L. of Next                                          |
| 7  | «Do It Faster»                  |             | Twista, Trina                                         |
| 8  | «Atomic Dog»                    |             | George Clinton, Snoop Dogg                            |
| 9  | «In The Sun»                    |             | Common, Black Thought de The Roots, Joi de Lucy Pearl |
| 10 | «Y'all Don't Really Want It»    |             | Black Rob, Thor-El                                    |
| 11 | «The One»                       |             |                                                       |
| 12 | «Big Hat Club»                  |             | Ludacris                                              |
| 13 | «Psycho»                        |             | KoRn, 311                                             |
| 14 | «All In A Day»                  |             |                                                       |
| 15 | «No Words»                      |             |                                                       |
| 16 | «Shaq's Tribute (It Takes Two)» |             | Nicole Scherzinger                                    |

## Otra información
El primer sencillo del álbum «Superamigos», «Connected», fue un suceso en la costa oeste. La canción tocaba mucho en las estaciones hip-hop de radio de California como Power 106, KDAY y 100.3 The Beat. Los siguientes sencillos «Do It Faster» y «In the Sun» no fueron tan bien recibidos.
En 2001, Shaquille O'Neal interpretó una versión del éxito-platino-1998 de Rob Base y de DJ E-Z Rock «It Takes Two» en Los Angeles Lakers después del desfile de victoria del campeonato en frente del Staples Center de Los Ángeles. Más tarde declaró en una entrevista que O'Neal ya había comenzado a producir la pista después de que Lakers ganó en el primer campeonato de 2000. La canción estaba prevista para formar parte de su compilación «Superamigos» y presentó los estilos vocales de Nicole Scherzinger (antes de Eden's Crush, ahora de The Pussycat Dolls).
"Music may be Shaq's hobby, but he doesn't mess around. Shaquille O'Neal Presents His Superfriends, Vol. 1 likely won't appeal to any new fans. But those who have been along for the ride will be rewarded with this album.".
— J.T. Griffith, All Music Guide